# Carpatair
A Carpatair román regionális légitársaság, amelynek a bázisa Temesváron található. A 2000-es évek elején Közép-Európa egyik legfontosabb regionális légitársasága volt, hat ország 23 célállomására repült.

## Története
A Carpatairt 1999-ben alapították és a kolozsvári repülőtéren kezdte meg működését. A légitársaság tulajdonosai román befektetők (51%) és a Sc VEG Invest (49%) cég. A társaság jelenleg 400 főt foglalkoztat.
A Carpatair a 2000-es évek elején sikeres légitársaság volt, amit annak köszönhetett, hogy ez volt az első légitársaság, amely nemzetközi útvonalakat repült Erdélyből. A gyorsan fejlődő román piacon a második legnagyobb társaság volt a TAROM mögött.
A Carpatair 2003-ban vette át az első Saab 2000-es gépét. Összesen 14 darab gépet tartott üzemben, ezzel a Carpatair volt a típus legnagyobb üzemeltetője. Az üzleti stratégia változása miatt (a cég ráhordó járatok helyett a közvetlen összeköttetésre helyezte a hangsúlyt) fokozatosan kivonták a típust. Az utolsó Saab 2000-est 2013 májusában vonták ki.
Az új stratégiának megfelelően nagyobb sugárhajtású gépeket szereztek be. Az első Boeing 737-es 2012. május 23-án állították üzembe YR-ADB lajstromjellel. A gép korábban a cseh ČSA légitársaságnál repült OK-CCA lajstromjellel.

## Flotta
A Carpatair flottája 2014. augusztusi állapot szerint három gépből áll, a gépek átlagéletkora 20,9 év.
A flotta összetétele:
- Fokker 100 – 3 db

A légitársaság 2013-ban jelentős flottacsökkentést hajtott végre. A korábban üzemeltetett 3 db Fokker 70-t és a korábban nagyobb mennyiségben üzemeltetett Saab 2000-esekből még megmaradt gépet hat gépet kivonta és a gépeket visszaadta a lízingcégnek. Ugyancsak kivonta és visszaadta a lízingcégnek a Boeing 737−300-as gépét.

## Carpatair úticélok
A légitársaság jelenleg két város, Lublin és Róma között üzemeltet heti két járatot.